# Pianeta Mare

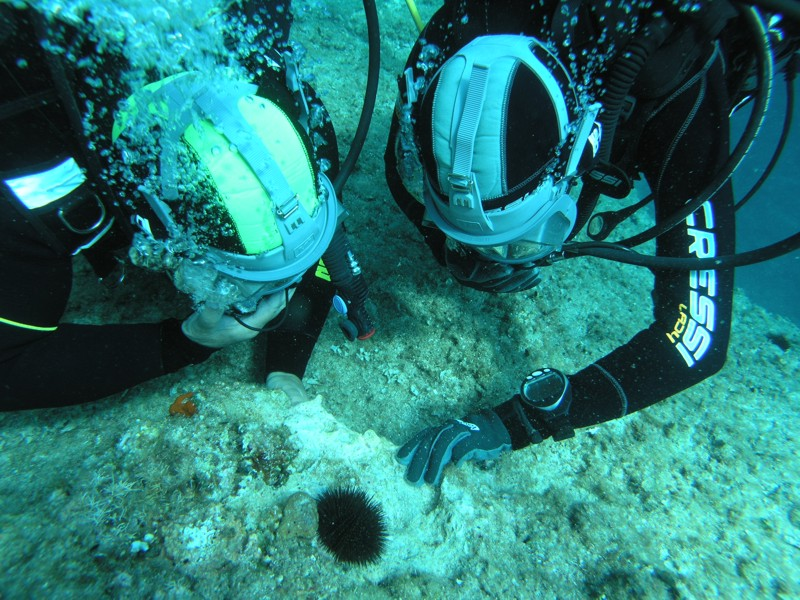
Tessa Gelisio conduce una intervista subacquea

Pianeta mare è stata una trasmissione televisiva, condotta da Tessa Gelisio, nata nel 2003 su Rete 4 a carattere ambientale sul mare, sulla pesca e sulla cucina del pesce, nonché risposta Mediaset al programma RAI Lineablu.

## Il programma
La trasmissione ha avuto il patrocinio del Ministero delle politiche agricole alimentari e forestali.
Le puntate si articolavano con interviste a personaggi, escursioni in suggestivi ambienti naturali nelle cucine di cuochi famosi e/o pescatori e semplici casalinghe, riprese sopra e sotto l'acqua, nelle località di mare di tutta Italia e talvolta in paesi esotici tropicali. Caratteristica del programma è stato il coinvolgimento dei protagonisti del mare quali pescatori, guide subacquee, biologi e ricercatori, responsabili delle AMP (Aree marine protette). ambientalisti come anche semplici persone che casualmente si trovavano a tiro della dinamicità di Tessa Gelisio.
Inoltre per qualche tempo vi sono stati presentati filmati fatti in giro per il mondo dalla corrispondente Gloria Bellicchi.
Particolare interesse del programma il fatto che Tessa Gelisio, ottima subacquea, si immergeva, conduceva e intervistava anche dai fondali i vari servizi attraverso delle maschere speciali munite di particolari rice-trasmettitori audio.
In sintesi nella prima parte del programma venivano mostrate immagini spettacolari del mare e dei suoi abitanti, mentre nella seconda intitolata Sulla rotta dei gabbiani si assisteva alla pesca o all'attività dei pescatori.

### Pianeta Mare Estate (2004-2014, 2017)
Dal 2004 andò in onda la versione estiva della trasmissione con il titolo di Pianeta Mare Estate ed ha lo stesso cast di Pianeta Mare. Nel 2015 questa versione non è presente, in quanto sono trasmesse nuove puntate su Canale 5. La nuova edizione parte dal 12 giugno al 24 settembre 2017 sempre su Canale 5.

## Ascolti

### Edizione 2015 - Canale 5
| Puntata | Messa in onda  | 1ª parte       | 1ª parte | 2ª parte       | 2ª parte | Media           | Tema della puntata                |
| Puntata | Messa in onda  | Telespettatori | Share    | Telespettatori | Share    | Media           | Tema della puntata                |
| ------- | -------------- | -------------- | -------- | -------------- | -------- | --------------- | --------------------------------- |
| 1       | 5 luglio 2015  | 435.000        | 5.78%    | 598.000        | 7.26%    | 6.52% - 516.500 | Favignana, dove il mare è più blu |
| 2       | 12 luglio 2015 | 456.000        | 6.58%    | 536.000        | 6.88%    | 6.73% - 496.000 | C'è (una volta) il Mediterraneo   |
| 3       | 19 luglio 2015 | 431.000        | 6.20%    | 664.000        | 8.19%    | 7.20% - 547.500 | Una vita da pesci                 |
| 4       | 26 luglio 2015 | 383.000        | 5.55%    | 584.000        | 7.62%    | 6.59% - 483.500 | Non c'è pesce senza amore         |
| 5       | 2 agosto 2015  | 348.000        | 4,78%    | 468.000        | 5,88%    | 5,33% - 404.000 | I grandi navigatori               |
| 6       | 9 agosto 2015  | 469.000        | 6,69%    | 686.000        | 9,06%    | 7,88% - 577.500 | A "caccia di balene"              |
| 7       | 16 agosto 2015 | ?              | ?        | ?              | ?        | ?               |                                   |
| 8       | 23 agosto 2015 | ?              | ?        | ?              | ?        | ?               |                                   |
| 9       | 30 agosto 2015 |                |          |                | Media    | 6,71% (alla 6ª) |                                   |